# Melora Walters
Melora Walters, född 21 oktober 1959 i Zahran, Saudiarabien, är en amerikansk skådespelerska. 
Hon har medverkat i tre filmer av Paul Thomas Anderson; Hard Eight, Boogie Nights och Magnolia. I The Butterfly Effect spelade hon rollen som Andrea Treborn.
Walters har också bland annat medverkat i ett flertal tv-serier, däribland Seinfeld, CSI, Desperate Housewives och Big Love.
Hon har två barn tillsammans med Dylan Walsh.